# Mateusz Zaremba

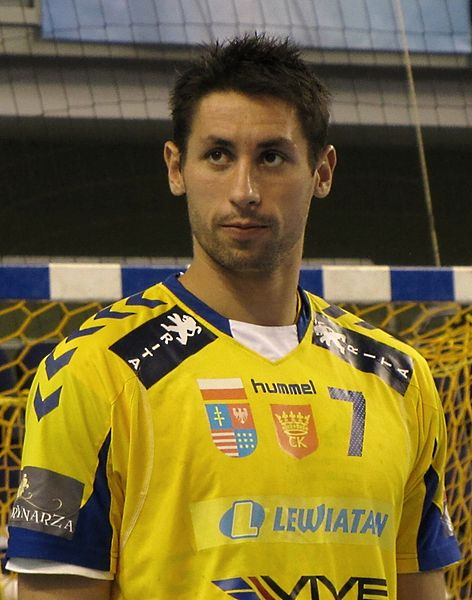
Mateusz Zaremba 2011

Mateusz Zaremba (* 27. Oktober 1984 in Nowogard) ist ein polnischer Handballspieler.
Der 1,98 m große und 94 kg schwere Linkshänder wird zumeist auf Rückraum rechts eingesetzt.
Zaremba begann in seiner Heimatstadt bei Pomorzanin Nowogard mit dem Handballspiel. 2003 wechselte er zum deutschen Regionalligisten HSV Insel Usedom, mit dem ihm 2003/04 der Aufstieg in die 2. Bundesliga gelang. Nach zwei Spielzeiten stieg er wieder in die 3. Liga ab. 2007, ein Jahr vor Ablauf seines Vertrages, verpflichtete ihn der polnische Spitzenklub KS Vive Kielce, mit dem er 2009, 2010 und 2012 Meister sowie 2009, 2010, 2011 und 2012 Pokalsieger wurde. Mit Kielce erreichte er auch das Achtelfinale im EHF-Pokal 2007/08 sowie in der EHF Champions League 2009/10 und 2011/12. Seit 2012 läuft er für Pogoń Szczecin auf.
Mit der Polnischen Nationalmannschaft nahm er an der Weltmeisterschaft 2011 und der Europameisterschaft 2012 teil und belegte den 8. bzw. 9. Platz. Bisher bestritt er 27 Länderspiele, in denen er 31 Tore erzielte. (Stand: 22. Februar 2014)